# Literatura górska
Literatura górska – dział literatury powiązany tematycznie z górami (z turystyką górską, pięknem górskiej przyrody itp.).

## Znane utwory

### Opowiadania i reportaże wspinaczkowe
- Adam Bilczewski - Alpiniści
- Adam Bilczewski - Lhotse czwarta góra ziemi
- Adam Bilczewski - W górach Alaski i Kanady
- Adam Skoczylas - Biała góra
- Adam Skoczylas - Cztery dni słońca
- Adam Skoczylas - Tam gdzie góry sięgają nieba
- Aleksander Lwow – Zwyciężyć znaczy przeżyć
- Aleksander Lwow – Wybrałem góry
- Walter Bonatti – Moje góry
- Mirosław Falco Dąsal – Każdemu jego Everest
- Anna Czerwińska – Nanga Parbat - Góra o złej sławie, Groza wokół K2
- Jan Długosz – Komin Pokutników
- Heinrich Harrer – Biały Pająk, Siedem lat w Tybecie
- Michał Jagiełło – Wołanie w górach, Sygnał z gór
- Jon Krakauer – Wszystko za Everest
- Jerzy Kukuczka – Mój pionowy świat
- Reinhold Messner – Naga Góra
- Gaston Rébuffat – Gwiazdy i burze
- Wanda Rutkiewicz – Na jednej linie
- Joe Simpson – Dotknięcie Pustki
- Lionel Terray – Niepotrzebne zwycięstwa
- Edward Whymper – Zdobycie Matterhornu
- Andrzej Wilczkowski – Miejsce przy stole, Śniegi pokutujące
- Stanisław Zieliński – W stronę Pysznej
- Wawrzyniec Żuławski – Sygnały ze skalnych ścian, Tragedie tatrzańskie

### Literatura inspirowana górami i folklorem góralskim
- Jalu Kurek – Księga Tatr i inne.
- Kazimierz Przerwa-Tetmajer – Na skalnym Podhalu